# Hemistola volutaria
Hemistola volutaria är en fjärilsart som beskrevs av Adrian Hardy Haworth 1809. Hemistola volutaria ingår i släktet Hemistola och familjen mätare. Inga underarter finns listade i Catalogue of Life.